# Desierto
Pour plus de détails, voir Fiche technique et Distribution.
Desierto est un thriller mexicain coécrit, coproduit et réalisé par Jonás Cuarón, sorti en 2015.
Il est sélectionné dans la catégorie « Special Presentations » et projeté en septembre 2015 au Festival international du film de Toronto où le réalisateur récolte le prix FIPRESCI.

## Synopsis
Moises, père de famille déterminé, fait partie d'un groupe d'immigrants clandestins mexicains entrés aux États-Unis par le désert de Sonora en Californie. Ils sont attaqués par Sam, un américain impitoyable et sans scrupules, qui les chasse sans pitié.

## Fiche technique
Sauf indication contraire, les informations mentionnées dans cette section peuvent être confirmées par la base de données cinématographiques IMDb,  présente dans la section « Liens externes ».
- Titre original : Desierto
- Réalisation : Jonás Cuarón
- Scénario : Jonás Cuarón et Mateo Garcia
- Musique : Woodkid
- Direction artistique : Alejandro García
- Costumes : Andrea Manuel
- Photographie : Damian Garcia
- Son : Raul Locatelli
- Montage : Jonás Cuarón
- Production : Alfonso Cuarón, Carlos Cuarón, Jonás Cuarón, Alex Garcia, Charles Gillibert
- Sociétés de production : Esperanto Kino et Itaca Films ; CG Cinéma et Orange Studio (coproductions)
- Sociétés de distribution : STX Entertainment (États-Unis),  Version Originale / Condor (France)
- Budget : 3 millions de dollars
- Pays de production :  Mexique
- Langues originales : espagnol, anglais
- Format : couleur
- Genre : thriller
- Durée : 88 minutes
- Dates de sortie[1] : 
  - Canada : 13 septembre 2015 (festival de Toronto)
  - France : 13 avril 2016
  - Mexique : 15 avril 2016
  - Suisse : 2 juillet 2016 (Festival international du film fantastique de Neuchâtel 2016)
- Classification : 
  - France : Interdit aux moins de 12 ans

## Distribution
Sauf indication contraire, les informations mentionnées dans cette section peuvent être confirmées par le générique de fin de l'œuvre audiovisuelle présentée ici, ainsi que par la base de données cinématographiques IMDb,  présente dans la section « Liens externes ».
- Gael García Bernal (VF : Emmanuel Garijo)  : Moïse
- Jeffrey Dean Morgan (VF : Joël Zaffarano) : Sam
- Alondra Hidalgo (en) (VF : Olivia Luccioni) : Adela
- Diego Cataño (VF : Romain Altché) : Mechas
- Marco Pérez (en) (VF : Julien Kramer) : Lobo
- Oscar Flores Guerrero : Ramiro
- Erik Vázquez : Coyote
- David Peralta Arreola (VF : Eilias Changuel) : Ulysse
- Lew Temple (VF : Antoine Nouel) : l'agent de police
- Butch McCain : l'animateur radio

Version française
- Société de doublage : Studio Maia
- Direction artistique : Benoît Du Pac
- Adaptation : Perrine Dézulier

## Production

### Tournage
Jonás Cuarón et son équipe tournent toutes les scènes en février 2014 dans la Basse-Californie, nord-ouest du Mexique.

### Musique
La musique du film est composée par le chanteur et musicien français Woodkid.
Liste des titres
1. Land of All
2. The Frontier
3. Shoot Them Down
4. Tracker
5. Jump
6. The Ridge
7. Dusk Talks
8. False Hopes
9. Flare Gun
10. Web Of Thorns
11. Sam And Moises
12. Que Te Mate El Desierto

## Accueil

### Sorties internationales
Desierto est sélectionné dans la catégorie « Special Presentations » et projeté le 13 septembre 2015 au Festival international du film de Toronto où le réalisateur récolte le prix FIPRESCI.
En France, il est présenté le 14 mars 2016 au Festival Les Reflets du cinéma ibérique et latino-américain de Villeurbanne, avant sa sortie nationale à partir du 13 avril 2016.
Quant au Mexique, il sort le 15 avril 2016 dans les salles.

## Distinctions

### Récompenses
- Festival international du film de Toronto 2015 : sélection « Special Presentations » - Prix FIPRESCI
- Festival de La Havane 2016 : Gran Coral, et prix de la meilleure musique originale pour Woodkid

### Nominations
- Festival du film de Londres 2015 : sélection « Official Competition » - Meilleur film

### Internet
- Dossier de presse : Desierto